# Subaru SVX
Subaru SVX – zaprezentowane zostało w czerwcu 1991 roku w USA oraz we wrześniu tego samego roku w Japonii (pod nazwą Alcyone SVX). Samochód ten był następcą modelu XT z 1985 roku, a jest on 2-drzwiowym, 4-osobowym coupe wystylizowanym przez Giugiaro. SVX sprzedawany był głównie w Japonii i USA, lecz Subaru oferowało go także w Europie (najwięcej egzemplarzy sprzedano w Niemczech).
Model SVX wyposażony był w jednostkę napędową typu bokser o nazwie EG33, która była kontynuatorem modelu silnikowego o nazwie ER używanego w poprzednim modelu Subaru XT. Był to ówcześnie najmocniejszy silnik Subaru tamtych lat, także jeśli chodzi o wielkość – pojemność skokowa była największa. Z powodu osiągniętej mocy znacznie ponad 200 KM i sporemu momentowi ponad 300 Nm, nie zdecydowano się wprowadzać turbodoładowania, ani takiego wariantu jako opcji. Silnik 3,3l EG33 był jedynym możliwym wyborem przy zakupie modelu SVX.
Pojazd ten miał stały napęd na obie osie, lub później (1994-1995) wprowadzony opcjonalnie na rynek USA napęd na oś przednią wersja (CXV). Przez całą produkcję SVX, oferowany był tylko ze skrzynią automatyczną o 4 przełożeniach. Skrzynia manualna nie było oferowana, ponieważ Subaru nie miał w ofercie takiej do samochodu o tej mocy i momencie w tamtym czasie.
Wyposażenie sportowego modelu Subaru było bogate, klient mógł znaleźć w aucie klimatyzację, elektrycznie sterowane siedzenia przednie, ABS, poduszki powietrzne dla kierowcy i pasażera.
W roku modelowym 1994 i aż do zakończenia produkcji w grudniu 1996 roku SVX był wyposażony w elektronicznie regulowaną prędkość maksymalną 230 km/h. Modele z pierwszych lat produkcji (91-93) pozwalały rozwinąć maksymalną prędkość 248 km/h, dzięki bardzo długiemu 4 biegowi.
Zawieszenie SVX było niezależne – (z przodu kolumny McPhersona, z tyłu zastosowano typ dwuwahaczowy). Seryjne zawieszenie było dość twarde i charakteryzowało się raczej twardym resorowaniem niż delikatną sprężystością. Jednak auto prowadziło się znacznie lżej i bardziej sportowo niż na to jak wyglądało i jaką miało masę (1610 kg)
Subaru niecodzienną stylistyką przyciągał uwagę głównie dzięki dzielonym szybom bocznym. To ekstrawaganckie rozwiązanie zaprezentowano tylko w kilku pojazdach takich jak: DeLorean DMC-12, Bugatti EB110 czy McLaren F1
Łączna sprzedaż Subaru SVX wyniosła 25 000 egzemplarzy, z czego najwięcej – 14 257 sztuk sprzedano w USA, 8265 sztuk sprzedano w Japonii, a w Europie sprzedano 2478 sztuk, z czego 854 w Niemczech.

## Specyfikacja modelu Subaru SVX
| Wersja                         | Subaru Alcyone SVX                                                                                                |
| Produkcja                      | 1991-1996 |
| Silnik                         | Subaru EG33 – 6-cylindrowy, boxer 24 zawory DOHC 4 zawory na cylinder Elektroniczny wtrysk paliwa Bosch Motronic, |
| Umiejscowienie silnika         | Wzdłużnie do osi pojazdu                                                                                          |
| Napęd                          | napęd na obie osie lub przedni                                                                                    |
| Pojemność skokowa              | 3319 cm³ |
| Pojemność skokowa              | 96,9 × 75,00 mm                                                                                                   |
| Stopień sprężania              | 10,1:1 |
| Moc maksymalna                 | 169 kW (230 KM) @ 5600 rpm                                                                                        |
| Moc na jeden litr              | 69,2 KM / 1 litr pojemności skokowej cm³                                                                          |
| Maksymalny moment obrotowy     | 309 Nm @ 4400 rpm                                                                                                 |
| Prędkość maksymalna            | 248 km/h (dane producenta) (91-93) *230 km/h (dane producenta) (94+)                                              |
| Przyśpieszenie 0–100 km/h      | 7,5 s (dane producenta) 7,3-7,5 s (testy motoryzacyjne)                                                           |
| Poziom głośności przy 100 km/h | 73 dB (dane producenta)                                                                                           |
| Zużycia paliwa na 100 km       | Średnie – przy prędkości: 90 km/h – 9,1 l / przy prędkości: 120 km/h – 10,3 l (dane producenta) (98 RON)          |
| Zużycia paliwa na 100 km       | Cykl miejski – 10,2 l / max. 16,3 l (dane producenta) (98 RON)                                                    |
| Zbiornik paliwa                | 70 litrów |
| Układ hamulcowy                | Tarczowy 2-tłoczkowe zaciski z przodu 1-tłoczkowe zaciski z tyłu Średnica tarcz – Przód: Ø 301 mm Tył: Ø 290 mm   |
| Nadwozie / Karoseria           | Stalowa, ocynkowana karoseria 2-drzwiowe coupe                                                                    |
| Masa własna                    | 1610 kg |
| Skrzynia biegów                | (Jatco) model 4EAT (4-biegowa automatyczna)                                                                       |
| Przełożenia skrzyni biegów     | 1 – 2.785, 2 – 1.545, 3 – 1.000, 4 – 0.697, wsteczny – 2.272                                                      |
| Felgi / Opony                  | Goodyear Przód: 225/50 ZR16 / Tył: 225/50 ZR16                                                                    |
| Rozstaw osi                    | 2610 mm |
| Pojemność bagażnika            | 240-466 l cm³ |
| Długość/Szerokość/Wysokość     | 4625 / 1770 / 1300 mm                                                                                             |